# Weberocereus trichophorus
A Weberocereus trichophorus egy közép-amerikai epifita kaktusz, melyet termesztésben nem lehet megtalálni.

## Elterjedése és élőhelye
Costa Rica: Limón, Peralta környéke, 660 m tszf. magasságban.

## Jellemzői
Kapaszkodó hajtású epifita, hajtásai hengeresek vagy 6-7 bordával tagoltak, 8–12 mm átmérőjűek, areolái 2–3 mm nagyságúak, 10, idősebb hajtásokon 20 merev, 3–12 mm hosszú tövist viselnek, kezdetben sárgás-krémszínűek, később sárgák, a tövük vaskos, emellett 30-40 kunkorodó, 5–20 mm hosszú szőrszerű tövist is visel. Virágai harang alakúak, 60 mm hosszúak legfeljebb, 35 mm átmérőjűek, a pericarpium vöröses, a tölcsér rövid és bütykös, dús gyapjúszerű szőrzet borítja. A külső szirmok bíborvörösek, a belsők vörösek. Termése megnyúlt, 30 mm hosszú, 25 mm átmérőjű, vöröses árnyalatú, a pulpa barnásvörös színű, magjai 1,75 mm hosszúak, feketék.